# Tre Kronors väg

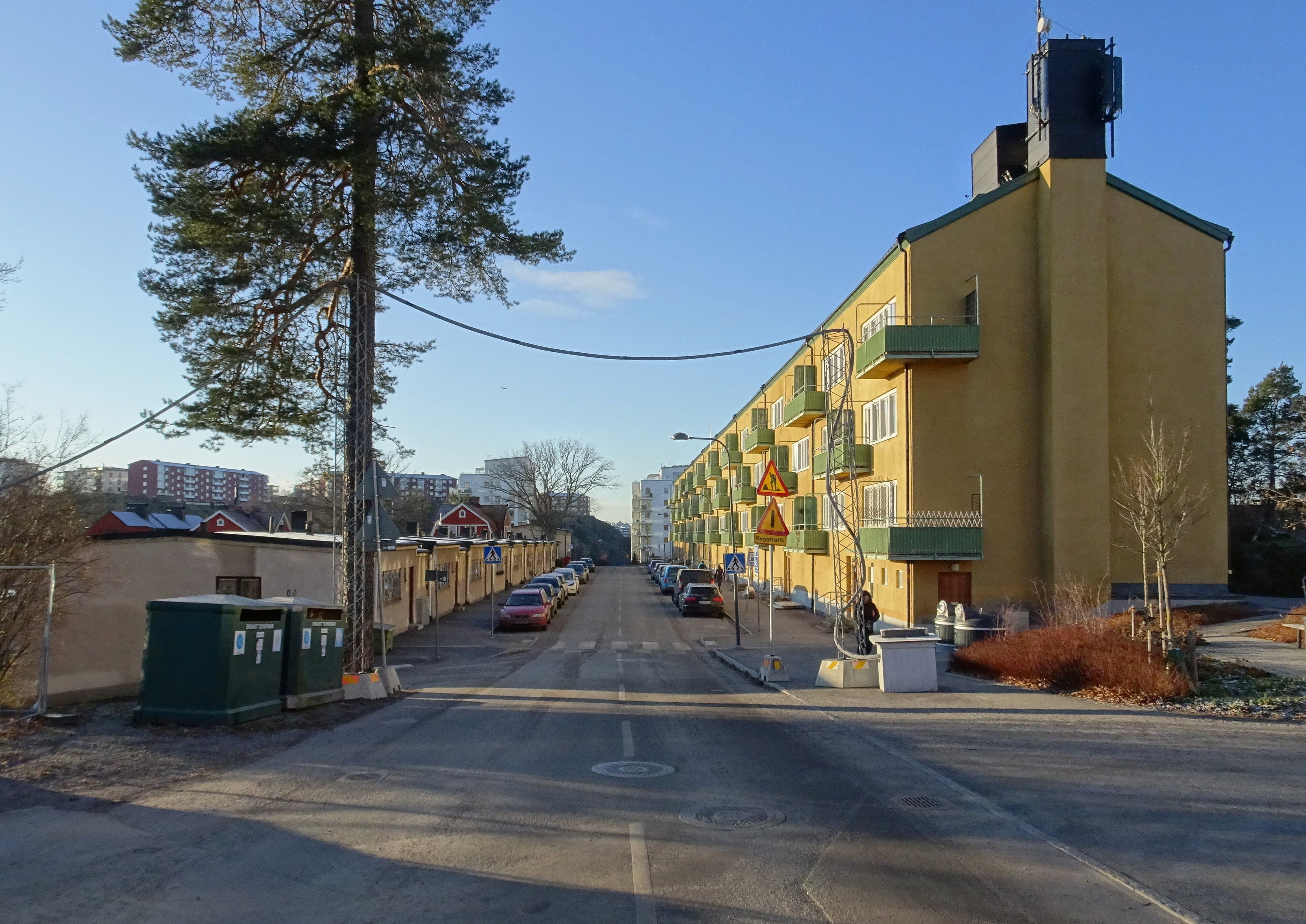
Tre Kronors väg västerut, november 2021. Till höger syns Smalhuset och till vänster Kvarnholmens radhusområde.

Tre Kronors väg (tidigare namn Övre Kvarnvägen) är en gata på Kvarnholmen i Nacka kommun. Vägen har sitt namn efter Qvarnaktiebolaget Tre Kronor som började sin verksamhet på ön 1898. Längs vägen märks några kulturhistoriskt intressanta byggnader varav två är sedan 2016 lagskyddade byggnadsminnen.

## Historik

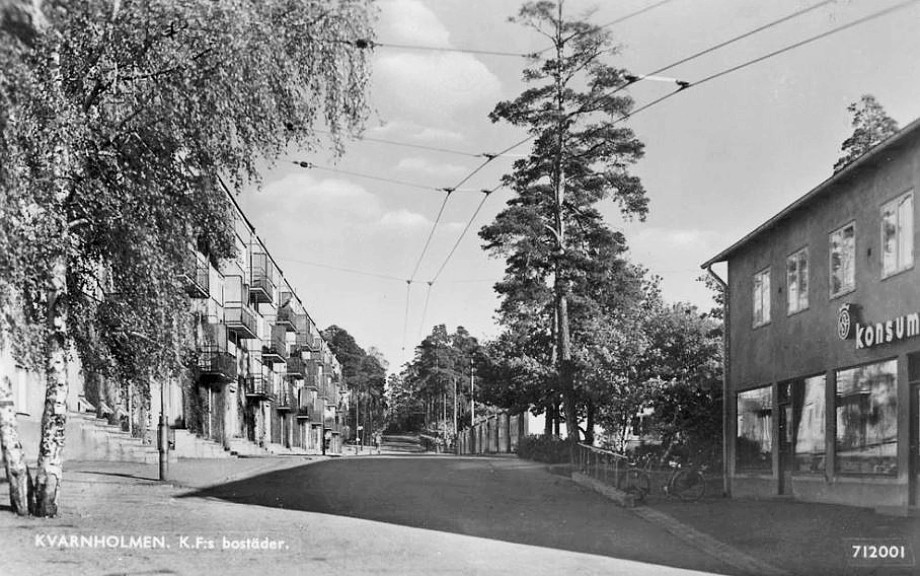
Tre Kronors väg österut, 1940-tal.

Föregångaren till dagens Tre Kronors väg var en namnlös vägförbindelse som på 1800-talet sträckte sig högst upp på dåvarande Hästholmen. I öster låg sommarvillan Fredriksberg och i väster ytterligare några villor och vid stranden några industrier. En fast vägförbindelse med fastlandet över Hästholmssundet eller Svindersviken existerade inte. 
Med Kvarnholmsbron (invigd 1924) fick Kvarnholmen sin första bro som gick över Hästholmssundet till fastlandet. Trafiken leddes då ner till kajområdet och Kvarnen Tre Kronor. Först i början på 1930-talet, när Kvarnholmsbron fick ett andra våningsplan, fick även Kvarnholmens inre delar en direkt trafikanknytning. Nu kunde trafiken nå Tre kronors vägs bostadsområde med sina radhus, flerbostadshus och Konsumbutik samt även Spisbrödsfabriken och Disponentvillan som låg lite längre österut. Vägavsnittet utanför kontorshuset Munspelet hörde ursprungligen också till Tre Kronors väg men ombenämndes 2016 till Kvarnholmsvägen som utgör huvudstråket över ön.
På 1940-talet trafikerades Tre Kronors väg av trådbussar på sträckan Slussen – Danvikstull – Kvarnholmen. Trafiken drevs av Kooperativa Förbundets eget bolag Trafikaktiebolaget Stockholm-Kvarnholmen (TSK). Trådbussen kunde även ha personsläpvagn och gods transporterades med trådlastbilar. Linjen lades ner 1959.
Direktkontakten över Hästholmssundet bröts igen när Kvarnholmsbrons övre körbanor revs 1985 och Tre Kronors väg åter blev återvändsgränd till Kvarnholmsvägen. I dag kan Tre Kronors väg nås dels via Kvarnholmsbron–Kvarnholmsvägen från väster dels från öster via Svindersviksbron–Kvarnholmsvägen vars sträckning invigdes i juni 2016.

### Bilder

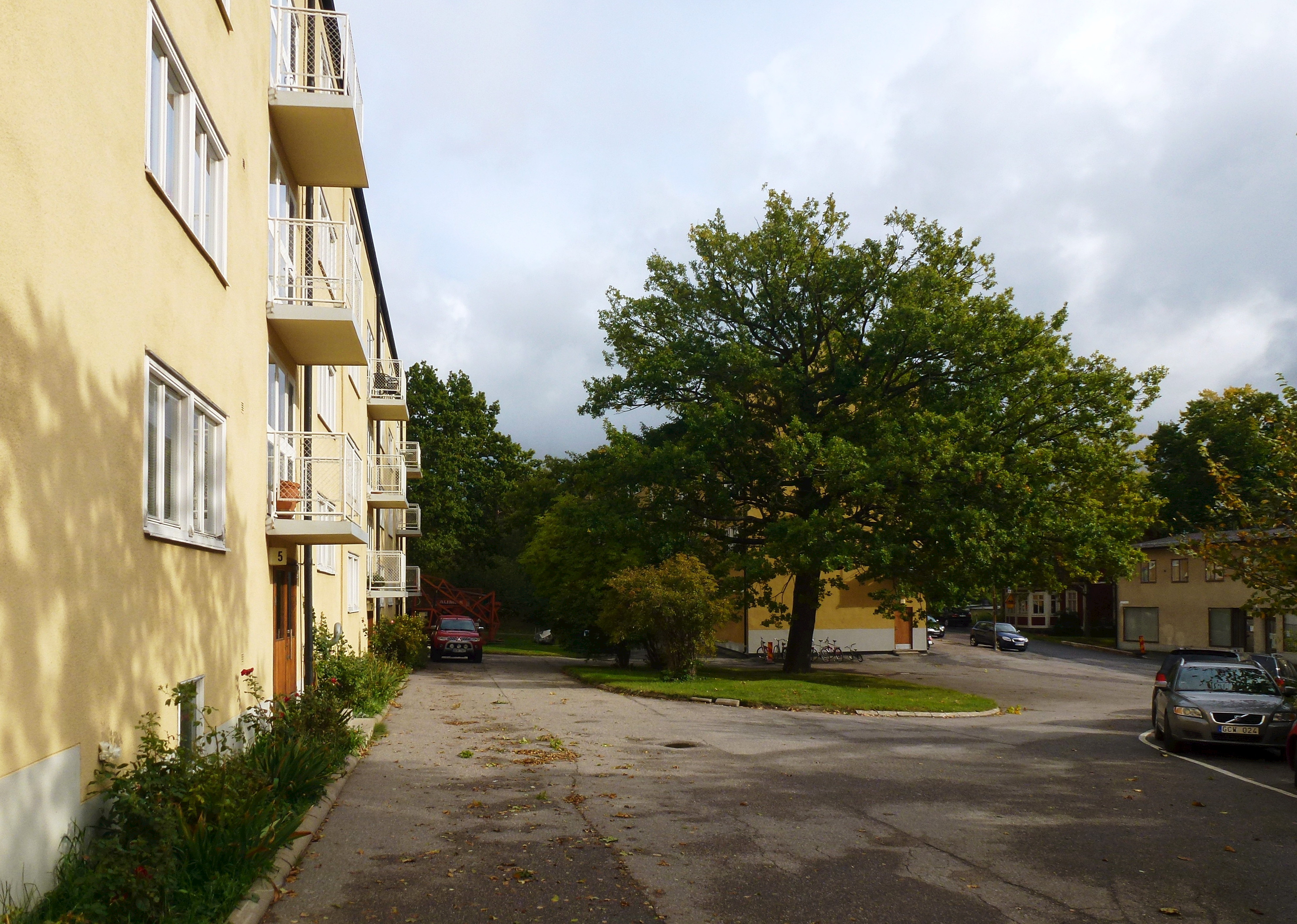
Vändplan vid EPA-huset till vänster och Smalhuset rakt fram, 2013.
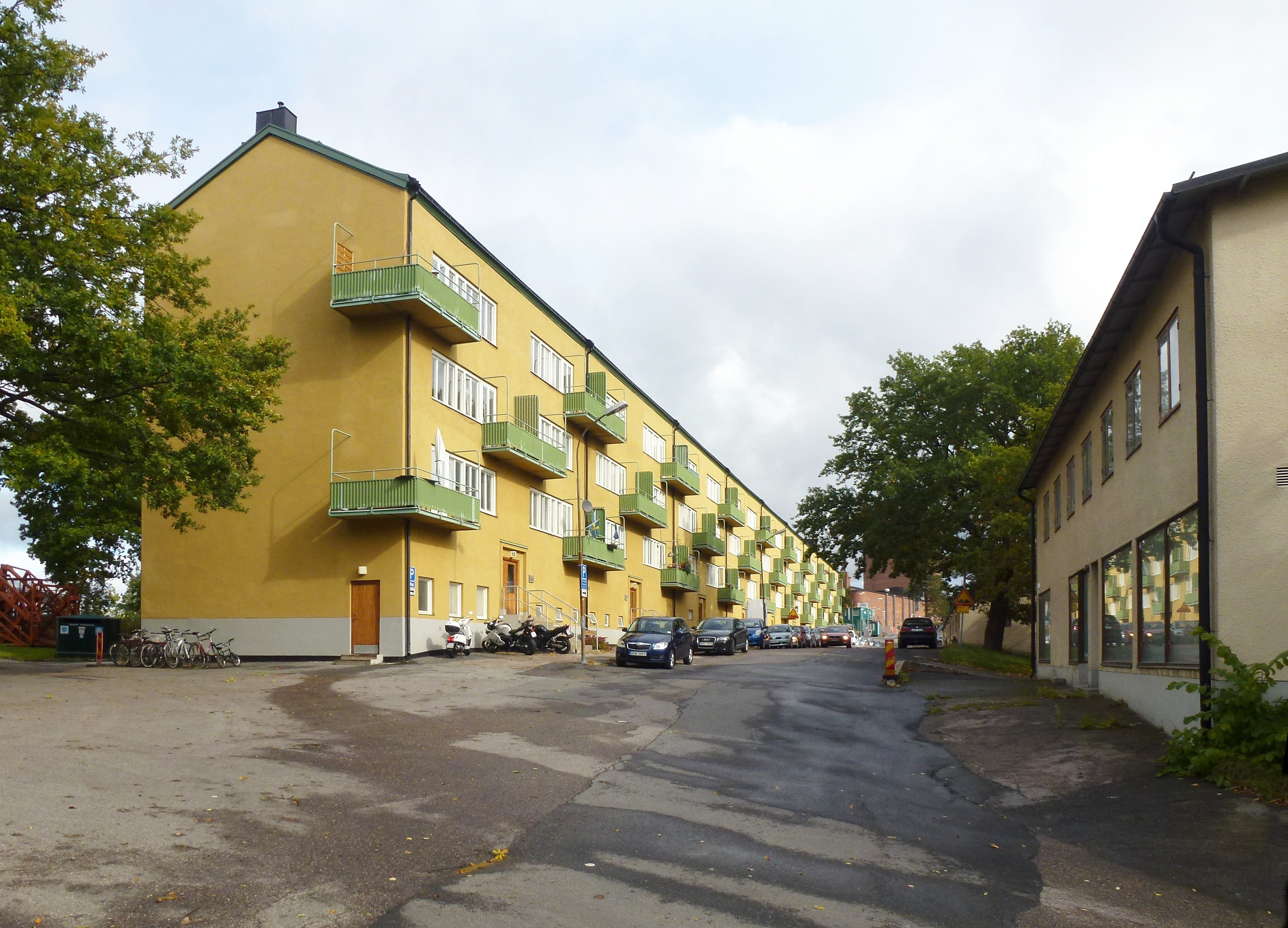
Tre Kronors väg österut, 2013. Smalhuset till vänster och Konsumhuset till höger.
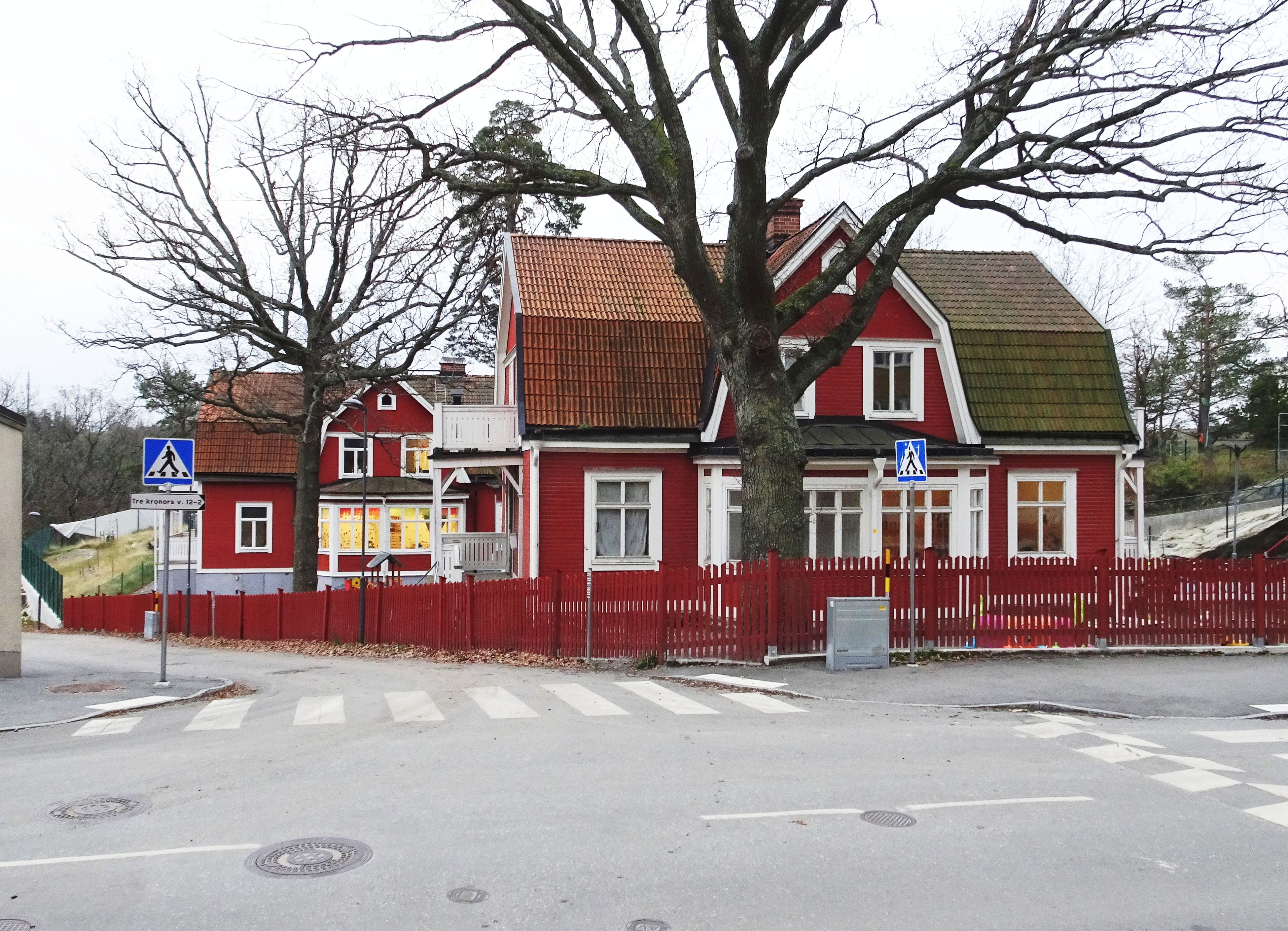
Röda villorna i hörnet Tre Kronors väg /  Valsvägen, 2021.
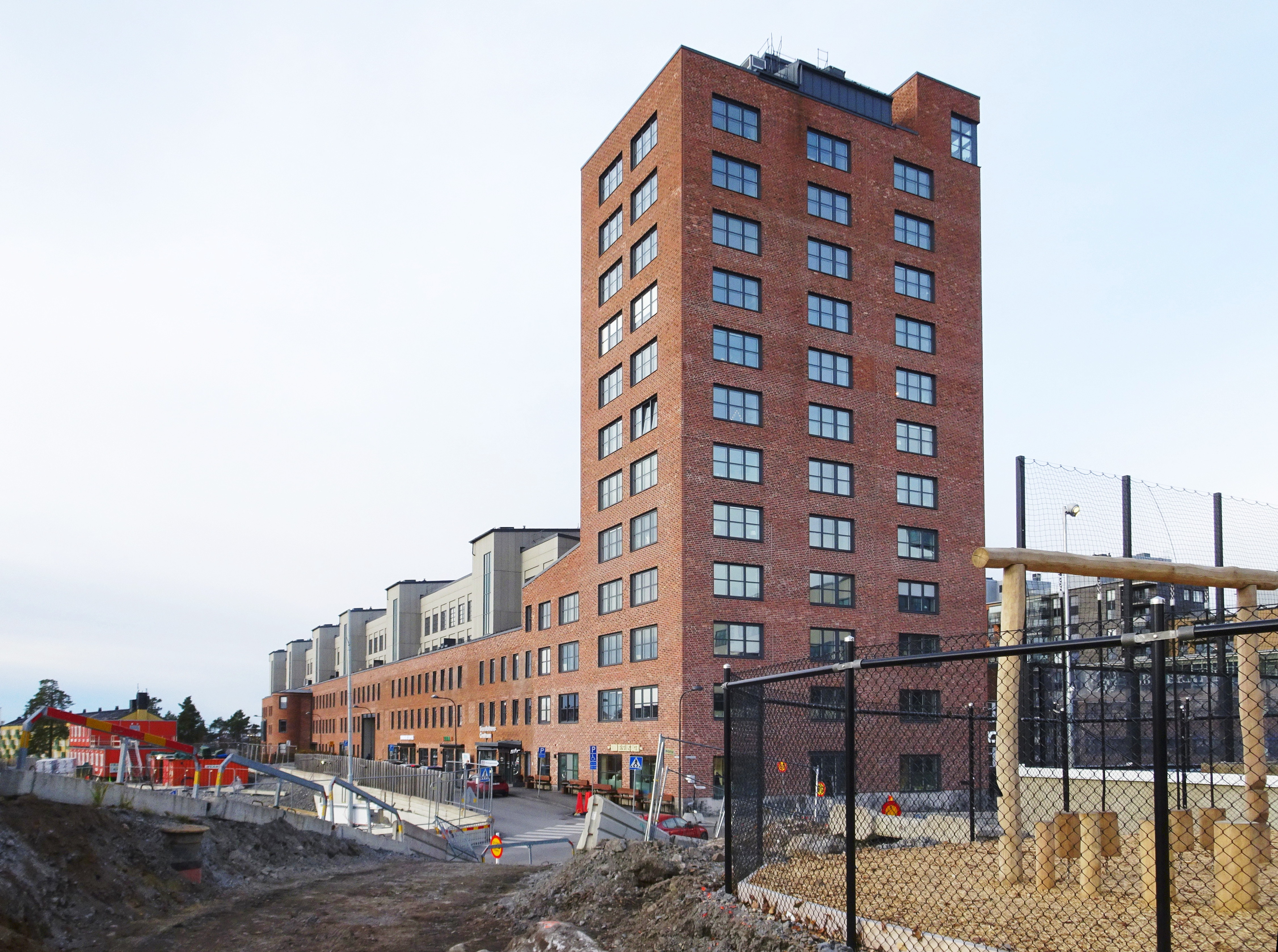
Tre Kronors väg västerut med f.d. Spisbrödsfabriken till höger, 2021.

### Kulturhistoriskt värdefulla byggnader
- Nr 1–9: EPA-huset från 1934.
- Nr 10: Konsum Kvarnholmen från 1935.
- Nr 11–27: Smalhuset från 1930-talet, byggnadsminne.[3]
- Nr 12: Röda villorna, arbetarbostäder från 1920-talet.
- Nr 14–30: Kvarnholmens radhusområde från 1930-talet, byggnadsminne. [4]
- Nr 31–49: Spisbrödsfabriken från 1932.

## Framtidsplaner
I samband med pågående omdaning av Kvarnholmen från industriområde till en plats för boende, kultur och arbete vann en ny detaljplan laga kraft i juli 2015. Den syftar till att medge ny bostadsbebyggelse vid Tre Kronors vägs vändplan längst i öster och mitt emot före detta Spisbrödsfabriken.